# Элзи, Руби
Ру́би Пёрл Э́лзи (англ. Ruby Pearl Elzy; 20 февраля 1908, Понтоток, Миссисипи, США — 26 июня 1943, Детройт, Мичиган, США) — американская оперная певица и актриса

.

## Биография и карьера
Руби Пёрл Элзи родилась 20 февраля 1908 года в Понтоток (штат Миссисипи, США). Её мать, Эмма Элзи (ум. в 1985 году в возрасте 98-ми лет), была учительницей и видным членом методистской церкви, в память о которой Миссисипская конференция Объединённой методистской церкви вручает ежегодную премию Эммы К. Элзи; отец, Чарли, бросил семью, когда Руби было пять лет. Её сестра, Аманда Элзи (ум. в 2004 году), была выдающимся педагогом, в честь которой названа средняя школа Аманды Элзи в Гринвуде, штат Миссисипи. У Руби ещё одна сестра, Беатрис Уэйн, и брат Роберт. Элзи получила образование в колледже Руста, Университете штата Огайо (окончила в 1930 году) и Джульярдской школе (окончила в 1934 году). В Джульярде она была ученицей Лючии Данэм.
Элзи была пионером среди «чёрных» оперных певиц; появлялась на сцене, радио и в кино. Она стала первой исполнительницей роли Сирины в опере Джорджа Гершвина «Порги и Бесс» на Бродвее в 1935 году. Она дебютировала в кино, сыграв с Полем Робсоном в 1933 году в фильме «Император Джонс», ещё будучи студенткой Нью-йоркской Джульярдской школы. Её самая выдающаяся роль на экране состоялась в 1941 году в фильме «Рождение блюза» с Бингом Кросби в главной роли, в котором она спела «St. Louis Blues».
26 июня 1943 года, вскоре после завершения тура с «Порги и Бесс», 35-летняя Элзи умерла после операции, которая, как предполагалось, была незначительной. Она дважды была замужем; её вторым мужем был актёр Джек Карр (1906—1967), который появился с ней на сцене в «Порги и Бесс» и также снялся в ряде фильмов.